# وودهورست (كامبريدجشير)
وودهورست (بالإنجليزية: Woodhurst)‏ هي قرية وأبرشية مدنية تقع في المملكة المتحدة في إنجلترا.